# Ellen Axson Wilson
Ellen Louise Axson Wilson (Savannah, 15. svibnja 1860. – Washington D.C., 6. kolovoza 1914.) je bila prva supruga 28. američkog predsjednika Woodrowa Wilsona od 4. ožujka 1913. do 6. kolovoza 1914.